# Gosbert

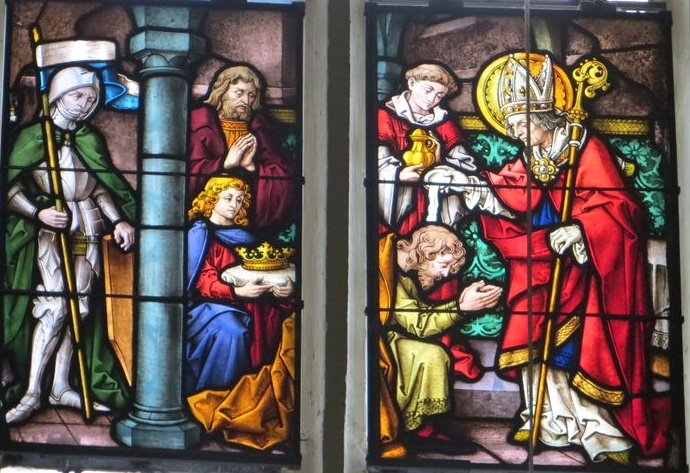
Herzog Gosberts Taufe durch St. Kilian. Glasgemälde von Matthäus Schiestl, Pfarrkirche Maria vom Rosenkranz, Gerolzhofen, 1905

Gosbert, nach älterer Schreibart auch Gozbert und latinisiert Gosbertus/Gozbertus, war ein ostfränkischer Herzog im Fränkischen Reich, regierte in Würzburg und wurde einer der ersten Christen der Region.

## Familiärer Hintergrund
In Würzburg regierte der ostfränkische Herzog Gosbert (Gozbertus), Sohn des älteren Hedan I. (Hetanus). Sein Sohn wiederum war Hedan II. Die Familie wird als Hedenen bzw. Hetaniden bezeichnet.
Gosbert war mit seiner Schwägerin Gailana verheiratet. Der Legende hatte sie den irischen Bischof Kilian und seine mit ihm missionierenden Begleiter um 689 (der Tradition nach am 8. Juli 689) ermorden lassen. Gosbert, ursprünglich ein frommer Heide, hatte sich (gegen den Willen Gailanas) von Kilian christlich taufen lassen (auch Gailana wurde – entgegen der Kilianlegende – getauft). Grund für die Ermordung sei gewesen, dass Kilian versucht hatte, das kirchliche Verbot der Schwägerinnenehe durchzusetzen.

## Leben und Wirken

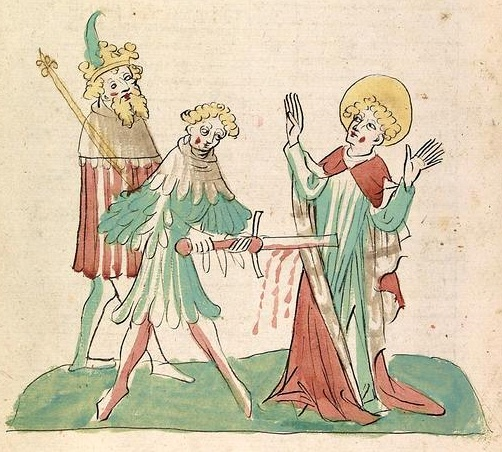
Ermordung des Hl. Kilian; links hinten Herzog Gosbert. Darstellung aus einem Straßburger Codex, um 1418

Über Gosbert berichtet hauptsächlich die Vita des Heiligen Kilian, genannt Passio Kiliani, aus dem 9. Jahrhundert. Der Historiker Wilhelm Störmer hält die hier zur Genealogie der frühen Frankenherzöge gemachten Angaben für durchaus glaubwürdig.
Es heißt dort: Wie auch sein ganzes Volk, lebte Gosbert noch im Heidentum und verehrte namentlich die Göttin Diana. Als er von der Missionierung und den Reden des Heiligen Kilians erfuhr, ließ er diesen zu sich kommen und besprach sich mit ihm. Dieser hat ihn nach kurzer Zeit davon überzeugt, dem Christentum beizutreten und taufte ihn zusammen mit dem ihm untergebenen Volke. Als er nun aber dem Herzog, welcher nach überliefertem Brauch die Gattin seines verstorbenen Bruders zur Frau hatte, solches als dem Evangelium zuwider untersagte und dieser, wenn auch schweren Herzens, aus Liebe zu Gott sich entschlossen zeigte, Gailana zu verlassen, entbrannte ihr Hass gegen die christlichen Prediger. Als Gosbert auf Kriegszug abwesend war, nutzte Gailana 688 die Gelegenheit und ließ die Frankenapostel, zur Nachtzeit, heimlich durch einen gedungenen Mörder enthaupten und in aller Eile samt dem bischöflichen Kreuz, dem Evangelienbuch sowie anderen kirchlichen Gerätschaften, in ihren Kleidern beerdigen.
Als Gosbert aus dem Krieg zurückkehrte und nach Kilian fragte, erwiderte zwar Gailana, dass sie über dessen Aufenthalt nichts wisse, aber der Mörder selbst verriet sich, da er, wie wahnsinnig, hin und her laufend, seine Schuld bekannte und am Ende unter dem Ausruf „Kilian, der Heilige Gottes, brennt mich mit dem heftigsten Feuer!“ sich selbst zerfleischte. Auch Gailana starb im Wahnsinn.
Gosbert bewahrte zwar den christlichen Glauben bis an sein Ende, wurde aber unter dem Einfluss der heidnischen Sachsen von der eigenen Garde umgebracht. Sein Sohn Hedan wurde durch einen Volksaufstand aus dem Land vertrieben, wie auch die ganze herzogliche Familie.
Das Martyrologium des Heiligen Hrabanus Maurus nennt hingegen – im Gegensatz zur Vita – Herzog Gosbert als den Auftraggeber des Mordes an Kilian.

## Posthume Würdigung

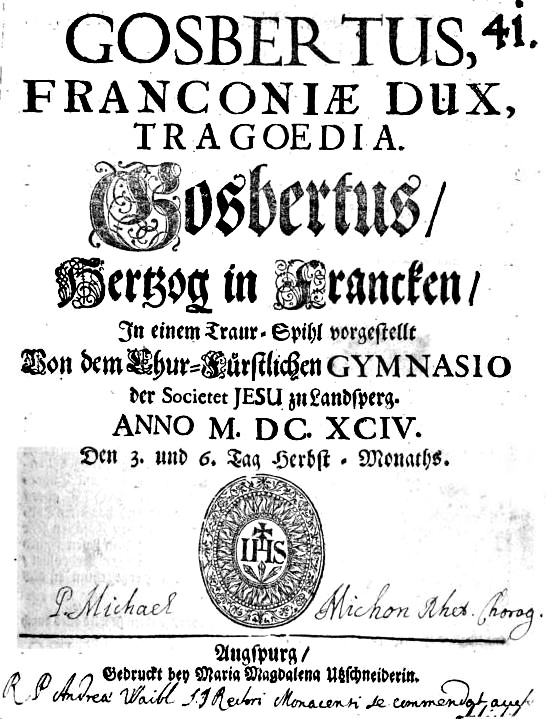
Programm einer Aufführung des Jesuitendramas über Herzog Gosbert, Landsberg am Lech, 1694

In der Pfarrkirche St. Maria Magdalena in Münnerstadt existieren vier Tafelbilder von Veit Stoß zur Kilianslegende, gefertigt um 1505, auf denen auch Herzog Gosbert dargestellt wird.
Bereits im 17. Jahrhundert nahm sich das Jesuitentheater des Stoffes an und der Orden publizierte darüber ein Trauerspiel in drei Akten, das man an verschiedenen Orten aufführte. Im frühen 19. Jahrhundert widmete der romantische Dichter Friedrich de la Motte Fouqué dem Frankenherzog Gosbert eine Tragödie, 1926 auch der fränkische Heimatkundler Peter Schneider.
Nach Herzog Gosbert ist die Gosbertsteige im Würzburger Stadtbezirk Zellerau benannt.

## Quelle
- Der Artikel basiert auf dem Artikel Gosbert aus der freien Enzyklopädie WürzburgWiki.

| Personendaten    | Personendaten                                                                                                   |
| ---------------- | --- |
| NAME             | Gosbert |
| KURZBESCHREIBUNG | ostfränkischer Herzog im Fränkischen Reich, regierte in Würzburg und wurde einer der ersten Christen der Region |
| GEBURTSDATUM     | 7. Jahrhundert                                                                                                  |
| STERBEDATUM      | nach 688 |